# Antonio de la Gama
Antonio de la Gama (n. Corona de Castilla, ca. 1489 – f. Imperio español, después de 1544) era un licenciado en Leyes que fuera asignado para ocupar el cargo de teniente de gobernador de Puerto Rico desde 1519 hasta 1521, como parte integrante del Virreinato colombino, y luego fuera nombrado gobernador de la provincia homónima de 1529 a 1530, la cual era dependiente de la gobernación y capitanía general de Santo Domingo y de su real audiencia homónima, al mismo tiempo que fuera gobernador interino de Castilla del Oro desde 1529 hasta 1533.
Finalmente fue designado como teniente de gobernador del Cuzco de 1538 a 1539, luego desde finales de 1541 hasta principios de 1542 y, en su último período, desde finales de este año hasta mediados de 1543.

## Biografía

### Origen familiar y primeros años
Antonio de la Gama había nacido hacia 1489 en alguna parte de la Corona castellana durante la unión dinástica de los Reyes Católicos.
Era hermano de Sebastián de la Gama (n. ca. 1581) quien fuera residente de la isla de Puerto Rico desde principios de 1511 y que por real cédula del 6 de junio del mismo año se le había otorgado una encomienda de aborígenes taínos en la recién fundada villa de San Germán.

### Licenciado en Leyes
Hacia 1517 solo ostentaba el título de bachiller y recibió el de licenciado en Leyes entre abril y septiembre de 1518. En diciembre del mismo año en Zaragoza, junto a fray Bartolomé de las Casas quien también fuera licenciado, se encontraba en el Consejo de Indias en donde se estaban elaborando las reformas de los aborígenes del Nuevo Mundo.
El doctor Juan Fernández de la Gama, asesor letrado del asistente de Sevilla, fue comisionado el 13 de octubre en la ciudad citada para aplicarlas en Puerto Rico pero finalmente declinaría en el cargo por su avanzada edad y estado de salud.
Casas colaboró con Rodrigo de Figueroa que fue comisionado para llevarlas a La Española por real cédula con fecha del 9 de diciembre del mismo año.

### Viaje a la América española
En reemplazo de aquel, el licenciado Antonio de la Gama fue comisionado en Barcelona por real cédula del 3 de marzo de 1519, para aplicar las reformas y como juez de residencia en la isla de Puerto Rico, por lo cual embarcó en el mes de junio en Sevilla rumbo a la América española para llegar a mediados de julio.
Antes de ocupar el cargo de gobernador interino de Castilla del Oro, volvió a desempeñar como juez de residencia de la isla de San Juan Bautista, actual Puerto Rico, el 5 de marzo de 1528. 
Además solicitó en esta última fecha a la virreina indiana María de Toledo, viuda de Diego Colón, que lo nombraran gobernador de la misma isla en nombre de Luis Colón, heredero de los privilegios de su abuelo el almirante Cristóbal Colón.
Su administración en Castilla del Oro fue activa y certera. Reedificó la ciudad de Natá, inició la construcción de un camino terrestre entre Panamá y Nombre de Dios, protegió a los indígenas y reprimió la vagancia.
Tuvo un activo colaborador en el obispo Tomás de Berlanga, quien apoyó entusiastamente sus medidas de progreso, sanidad y moral.
Fue nombrado gobernador interino de Castilla del Oro desde el 5 de agosto de 1529 hasta julio de 1533. En 1531, durante su gobierno, salió de Panamá la expedición de Francisco Pizarro, que dio como resultado la conquista del Perú.
Fue asignado como teniente de gobernador del Cuzco de 1538 a 1539, en el lugar de Hernando Pizarro.
Nuevamente en reemplazo del capitán Pedro Álvarez Holguín, desde el 24 de diciembre de 1541 a 1542, fecha que ocupara el puesto Cristóbal de Sotelo, aunque este falleciera en el mismo año y fuera remplazado por Nicolás de Heredia.
Volvió a ser normbrado como teniente de gobernador del Cuzco desde finales de 1542 hasta 1543.